# Mosaik (Musiker)

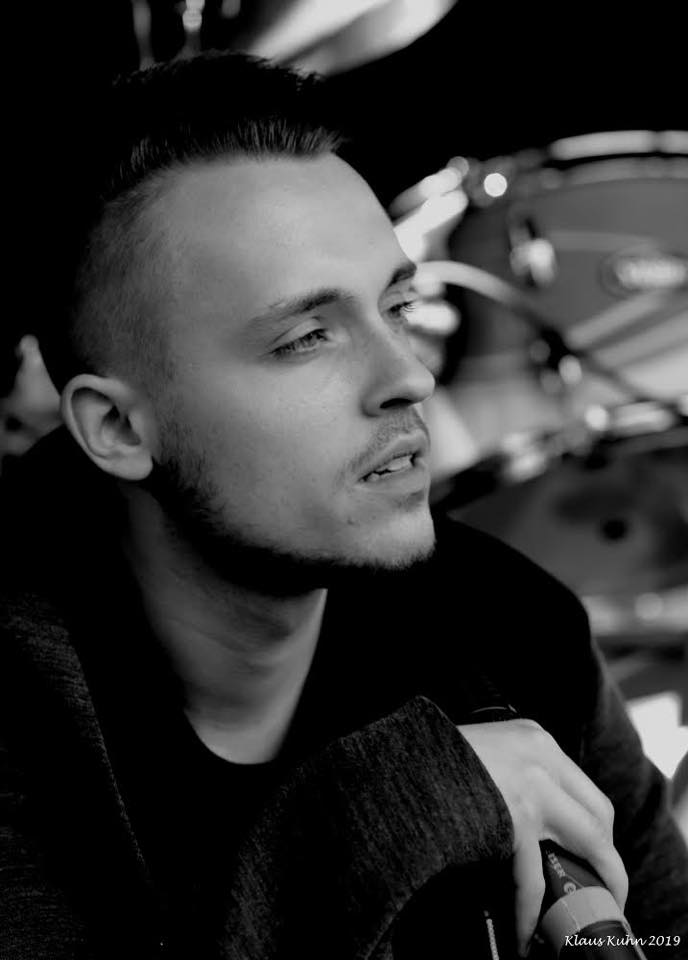
Mosaik

Mosaik (* 30. Dezember 1997 in Weiden i.d. Opf.; bürgerlich: Konstantin Franz) ist ein deutscher Musiker, Produzent und Songwriter.

## Karriere
Nachdem Franz bereits in jungen Jahren mit Musikproduktion in Berührung gekommen war, begannen die ersten Aufnahmen seiner eigenen Werke im Alter von 13 Jahren. Diese stellte er insbesondere auf Internet-Plattformen und Foren zur Verfügung. Ausgehend von der hierdurch generierten Aufmerksamkeit wurde die Münchner Plattenfirma New Word Order auf Konstantin Franz, der sich nun „Mosaik“ nannte, aufmerksam und nahm ihn Monate später unter Vertrag. Zu dieser Zeit arbeitete Mosaik eng mit den Produzenten AREAH und Jura Kez zusammen. Es entstanden – neben heute nicht mehr verfügbaren Singles – auch zwei Alben.
2017 zog Franz für ein Bachelorstudium der Psychologie nach Regensburg. Infolge der Veröffentlichungen Dreidimensional (2018) und Bon Voyage (2019) berichteten zahlreiche Medien über den Künstler, unter anderem Deutschlands größtes Portal für Rap-Musik, Hiphop.de, und weitere überregionale Digital- und Printmedien wie PULS, die Mittelbayerische Zeitung, GongFM oder die Süddeutsche Zeitung. Es folgten Auftritte quer durch Bayern, zum Beispiel im Rahmen seiner Dreidimensional-Tour.
Neben seinem Studium arbeitete Mosaik als Songwriter und Produzent an externen Projekten und veranstaltete zusammen mit Philipp Meiler 2018 die Benefizreihe Backup, die ein ganzheitliches System von kostenloser Livemusik und Verpflegung sowie Spenden auf Sponsorenbasis verfolgte.
Anfang 2020 trennte sich Mosaik von seinem langjährigen Label New Word Order. Als Independent-Artist ist er Mitbegründer des Künstler-Kollektivs ALLES-OKAY.

### Musikalischer Stil
Mosaik bedient sich stilistisch Elementen aus HipHop, Indie, Rock und elektronischem Pop. Der Künstler sticht durch einen hohen Grad an Innovation, Experimentierfreudigkeit und lyrischem Gewicht heraus.
"Kennt ihr diese Menschen, die unfassbar gut mit Worten umgehen können? Die die komplexesten Situationen mit bildlicher Sprache so gut wiedergeben können, dass man sich so fühlt, als wäre man mittendrin im Geschehen?"
"Ich sag dir: Dieser Junge Mann kann unglaublich gut mit Worten umgehen! Er schafft es, mit so einer Leichtigkeit, Bilder im Kopf zu zeichnen. Und das nur mit der Sprache."
"Klar könnte man jetzt einfach ein paar Namen droppen, um den Stil von Mosaik einzuordnen: eRRdeKa, Casper, vielleicht sogar Prinz Pi. Aber jeder Vergleich hinkt, weil Mosaik eben sein eigenes Ding macht. Seine Texte sind persönlich, seine Metaphern frisch und seine Beats experimentierfreudig.".
"Er will mit seinem Sound polarisieren und Genre-Grenzen sprengen. […] Mosaik will sein eigenes Ding machen, seinen eigenen Sound spielen.".

"Ein Meister der Worte. Hart, melancholisch, kritisch."
Seit 2019 ist Mosaik außerdem als Songwriter und Produzent für externe Projekte tätig. Mosaiks neue Single KONTRAST erschien am 12. Februar 2021  und wurde unter anderem von Matthias Matuschik bei Bayern 3 präsentiert.